# ایتارو شیندو

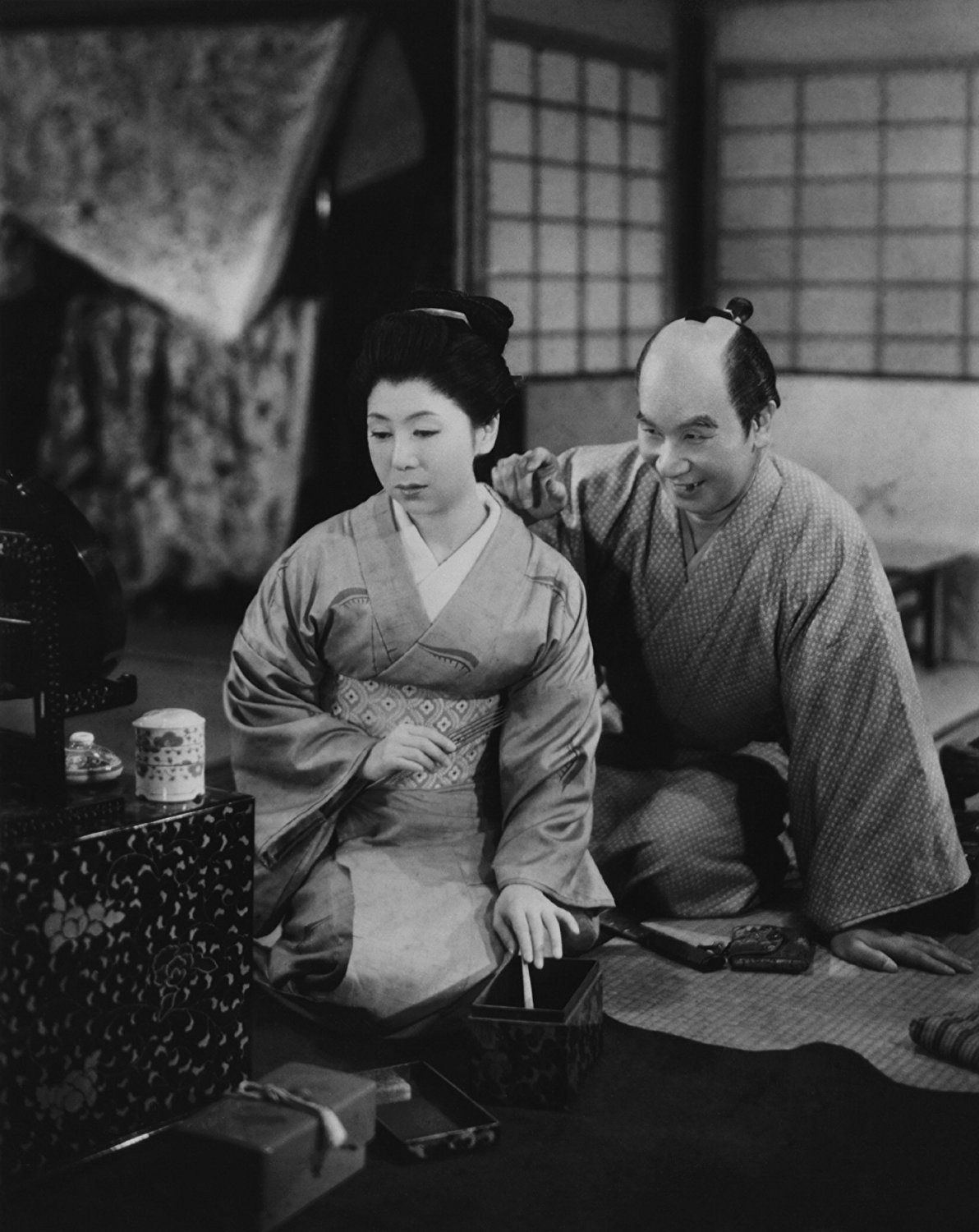
کینویو تاناکا و ایتارو شیندو در سایکاکو ایچیدای اونا (۱۹۵۲) به کارگردانی کِنجی میزوگوچی

ایتارو شیندو (به ژاپنی: 進藤 英太郎 Shindō Eitarō) بازیگر فیلم ژاپنی بود. او در بیش از ۳۰۰ فیلم بین سال‌های ۱۹۳۶ و ۱۹۷۵ ظاهر شد. از فیلم‌های وی می‌توان به فرشته مست (۱۹۴۸)، سانشوی مباشر (۱۹۵۴)، عاشقان مصلوب (۱۹۵۴) و نیزه خونین در کوه فوجی (۱۹۵۵) اشاره کرد.